# Polytrichastrum
Polytrichastrum G.L.Sm., 1971 è un genere di muschi della famiglia Polytrichaceae, con distribuzione cosmopolita.

## Tassonomia
Sono note le seguenti specie:
- Polytrichastrum alpinum (Hedw.) G.L.Sm.
- Polytrichastrum altaicum Ignatov & G.L.Merr.
- Polytrichastrum emodi G.L.Sm.
- Polytrichastrum fragile (Bryhn) Schljakov
- Polytrichastrum lyallii (Mitt.) G.L.Sm.
- Polytrichastrum papillatum G.L.Sm.
- Polytrichastrum septentrionale (Sw. ex Brid.) E.I.Ivanova, N.E.Bell & Ignatov
- Polytrichastrum sexangulare (Flörke ex Brid.) G.L.Sm.
- Polytrichastrum sphaerothecium (Besch.) J.-P.Frahm
- Polytrichastrum tenellum (Müll. Hal.) G.L.Sm.